# Šilalė

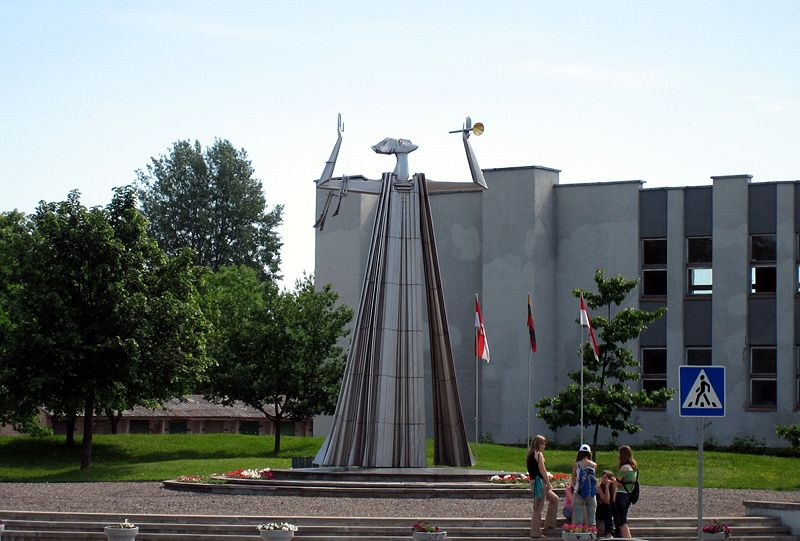

Šilalė (dt. Schillehnen) ist eine Stadt und Sitz der gleichnamigen Rajongemeinde im Westen Litauens, in der Region Žemaitija. Sie zählt etwa 5500 Einwohner.
Die erste bekannte Erwähnung des Ortes stammt aus dem Jahre 1533 im Zusammenhang mit dem Bau einer Kirche. Der Name des Ortes leitet sich von dem litauischen Begriff šilas '(Nadel-)Wald' her. 
Seit 1994 besteht eine Städtepartnerschaft mit Stavenhagen.

## In Šilalė geboren
- Samuel Mendelsohn (1850–1922), Rabbiner und jüdischer Gelehrter
- Nerijus Numavičius (* 1967), Unternehmer
- Julius Numavičius (* 1973), Unternehmer
- Marijonas Petravičius (* 1979), Basketballspieler
- Ramūnas Navardauskas (* 1988), Radrennfahrer
- Edvinas Gertmonas (* 1996), Fußballspieler